# Amtliche Begründung
Als amtliche Begründung wird der Begleittext bezeichnet, der bei einem Gesetzentwurf von der entwerfenden Stelle (z. B. der Bundesregierung oder dem Bundestag) angefügt wird, um einzelne Passagen des vorgeschlagenen Gesetzes zu erklären und/oder deren spätere Anwendung klarzustellen. Amtliche Begründungen werden von Gerichten regelmäßig zur Auslegung eines Gesetzes herangezogen, da sie Hinweise auf den Willen des Gesetzgebers enthalten können.